# Koevolúció

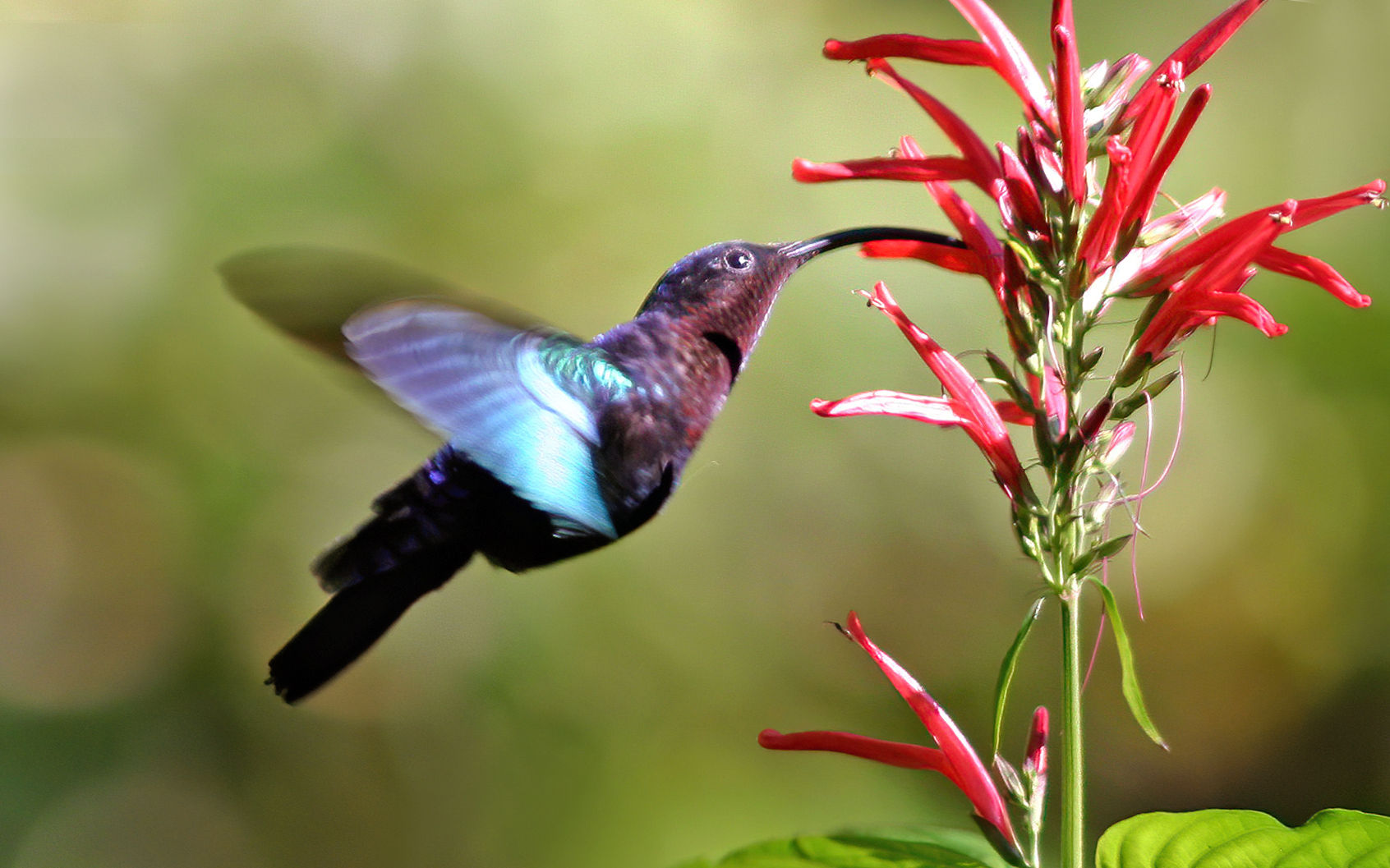
A virágból táplálkozó és azt beporzó bíbortorkú kolibri

Az élőlények nem a környezetüktől függetlenül fejlődnek. A koevolúció azt fejezi ki, hogy az élőlény alkalmazkodása során élő környezetével is kölcsönhatásban fejlődött. Tipikus koevolúciós kapcsolat tükröződik az élősködő és a gazdaszervezet vagy a zsákmány és a ragadozó egymást is befolyásoló fejlődésében, a szimbionták összehangolódásában, a növények és a növényevők egymásra ható fejlődésében. Koevolúciós jelenség a virágos növények és az azokat beporzó állatok együttes fejlődése is. Valószínűleg a koevolúció eredménye az is, hogy a zárvatermők manapság ennyire elterjedtek. Ebben az esetben madarak és emlősök hordták szét a zárvatermők magjait. Hasonló koevolúciós folyamat a rovarbeporzás kialakulása is a virágok nektáriumának kialakulása nyomán.